# Chucho Castillo
Jesús Castillo Aguilera, noto come "Chucho" Castillo (Nuevo Valle de Moreno, 17 giugno 1944 – Città del Messico, 15 gennaio 2013), è stato un pugile messicano, Campione del mondo dei pesi gallo tra il 1970 e il 1971.

## Carriera
Professionista dal 1962, combatté sempre in patria i suoi primi 38 match, conquistando il titolo di campione nazionale dei pesi gallo. 
Il 6 dicembre 1968, a Inglewood (California), sfidò l'australiano Lionel Rose per il titolo mondiale unanimente riconosciuto della medesima categoria. Perse ai punti con verdetto contrastato.
Tentò nuovamente il 18 aprile 1970, sempre a Inglewood, contro il connazionale Rubén Olivares che se ne era impadronito sconfiggendo l'australiano. Fu costretto ad arrendersi ai punti con verdetto unanime. Il match è stato inserito al 56º posto nella lista compilata dalla rivista Ring Magazine dei 100 più grandi combattimenti di tutti i tempi con titolo in palio.
Nella rivincita, combattuta il 16 ottobre dello stesso anno nella medesima arena, Castillo conquistò la cintura mondiale infliggendo ad Olivares la prima sconfitta in carriera per ferita al 14º round di un match sino a quel momento assolutamente equilibrato. 
Olivares si riprese il titolo mondiale nel terzo incontro allestito il 2 aprile 1971, ancora a Inglewood, con larghissimo margine di punti. 
Castillo passò allora alla categoria superiore ma con scarsi risultati, anche tenendo conto del valore degli avversari afforntati (tra gli altri i futuri campioni del mondo Bobby Chacon e Danny Lopez). Si è ritirato nel 1975.